# Irina Konstantinowna Archipowa

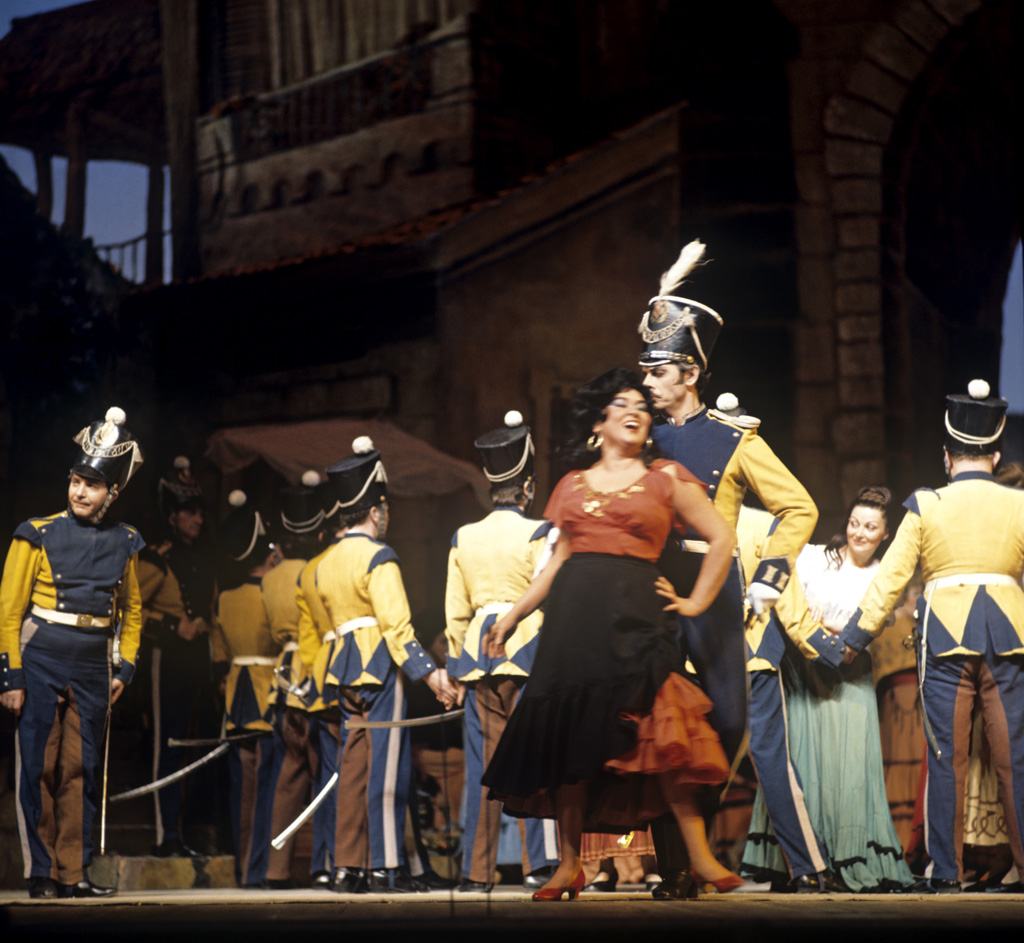
Archipowa (1972) in der Oper Carmen auf der Bühne des Bolschoi-Theaters

Irina Konstantinowna Archipowa (russisch Ирина Константиновна Архипова; internationale Schreibweise: Irina Archipova; * 2. Januar 1925 in Moskau; † 11. Februar 2010 ebenda) war eine sowjetisch-russische Opernsängerin (vorwiegend Mezzosopran, gelegentlich Alt).

## Leben
Archipowa studierte zunächst Baukunst, dann Gesang. 1954 debütierte sie in Swerdlowsk, 1956 wurde sie ständiges Mitglied des Bolschoi-Theaters. In den 1960er und 1970er Jahren erreichte sie den Zenit ihrer Karriere und wurde zum internationalen Star, sowohl im russischen als auch im italienischen Repertoire. Gesanglich wurde sie aufgrund ihrer warmen Stimme, ihrer technischen Perfektion und ihrer immensen Ausdrucksfähigkeiten mit Christa Ludwig verglichen. Ihre Einspielung des größten Mezzosopranparts des russischen Repertoires, der Marfa aus Modest Mussorgskis Chowanschtschina (1972, unter Leitung von Boris Chaikin) gilt nach wie vor als unerreicht.
1993 gründete Archipowa die Stiftung Foundation Irina Arkhipova, welche sich für die Förderung und Unterstützung von jungen Sängern einsetzt.
Sie war verheiratet mit dem russischen Heldentenor Wladislaw Iwanowitsch Piawko. 1961 erhielt sie den Titel Volkskünstler der RSFSR und 1966 den Titel Volkskünstler der UdSSR.
Archipowa verstarb am 11. Februar 2010 nach einem Herzstillstand in Moskau. Sie wurde auf dem Nowodewitschi-Friedhof beerdigt.
Der am 16. Februar 1967 entdeckte Asteroid (4424) Arkhipova wurde 1995 nach ihr benannt.

## Ehrungen
Archipowa erhielt folgende Auszeichnungen und Ehrungen:
- Volkskünstler der RSFSR (1959)
- Volkskünstler der UdSSR (1966)
- Leninorden (1971, 1976, 1985)
- Leninpreis (1978)
- Orden des Roten Banners der Arbeit (1980)
- Held der sozialistischen Arbeit (1984)
- Staatspreis der Russischen Föderation (1997)
- Verdienstorden für das Vaterland II. Klasse (2000)